# Institut polytechnique de Paris
Het Institut polytechnique de Paris, ook wel IP Paris, is een in 2019 opgerichte grande école (technische universiteit) in Palaiseau, een voorstad van Parijs. Het instituut is een koepelorganisatie van de beroemde École polytechnique, de École nationale supérieure de techniques avancées Paris (ENSTA), de École nationale de la statistique et de l'administration économique (ENSEA), Télécom Paris en Télécom SudParis.

## Diploma
Mensen met een diploma van van de IP Paris worden bijvoorbeeld technisch manager of onderzoeker in een werkbouwkundige omgeving.  Er worden master-ingenieursdiploma's ('Ingénieur IP Paris' (300 ECTS)), een eenjarige Mastère Spécialisé en een Doctoraatsschool georganiseerd, deze laatste in samenwerking met het Universiteit Parijs-Saclay. Daarnaast kunnen studenten ook MOOC's volgen.